# سكوت برينكر
سكوت برينكر (بالإنجليزية: Scott Brinker) هو مبرمج أمريكي، ولد في 28 سبتمبر 1971.